# لتس (آیووا)
لتس (به انگلیسی: Letts) شهری در ایالت آیووا کشور ایالات متحده آمریکا است که جمعیت آن در سرشماری سال ۲۰۱۰ میلادی، ۳۸۴ نفر بوده‌است.